# Abraham González Casavantes
Abraham González Casavantes (Guerrero, Chihuahua; 7 de junio de 1864-Bachimba, Chihuahua; 7 de marzo de 1913) fue un destacado político y militar revolucionario mexicano, el principal líder del Partido Nacional Antirreeleccionista, jefe del maderismo y hombre de confianza de Francisco I. Madero en el estado de Chihuahua. Mentor y reclutador para la Revolución mexicana de Francisco Villa y Pascual Orozco.

## Orígenes familiares y formación
Nació de una familia originaria de Basúchil, municipio de Guerrero, Chihuahua. Su familia era una de las más ricas y educadas del estado. Educado en la Universidad de Notre Dame, en Notre Dame, Indiana, Estados Unidos. Por la rama paterna era originaria de Teocaltiche, Jalisco, emparentados con los González de Hermosillo, Sonora y con la familia Gómez Rendón corroborado con registros de Y-DNA con otras familias González de Hermosillo y de Jalisco. Estudió con el profesor Mariano Irigoyen Escontrías, en su pueblo natal. Pasó luego al Instituto Científico y Literario de la capital chihuahuense. Terminó sus estudios de preparatoria en la Escuela Nacional Preparatoria de la Ciudad de México. Después de terminar su carrera universitaria se dedicó a administrar la crianza de ganado bovino a gran escala. Abraham era alto, fuerte en lo moral y en lo físico, rico y soltero, hablaba bien el inglés. Tenía 46 años al comienzo de la Revolución mexicana. Su padre era oriundo de Casa Roque, en el barrio de Cerín, localidad de Bañugues, término municipal de Gozón, Asturias, España.
Como Madero, ser el vástago de una de las familias terratenientes más ricas de Coahuila y educado en el extranjero, Abraham González también sufrió bajo el favoritismo de Porfirio Díaz en el sistema político. En Chihuahua, el partido dominante era la clave política Terrazas-Creel, dueños de extensas superficies de tierra y con fuertes conexiones políticas con Díaz. González "era incapaz de estar fuera de la competencia de las grandes haciendas, principalmente del clan Terrazas-Creel". Después de que Madero escribió su libro, la Sucesión Presidencial de 1910 y el movimiento político de la élites contra la nueva elección de Porfirio Díaz, González fue la cabeza principal del Club de Antirreeleccionistas en Chihuahua.

## Carrera política

### Inicios
Desde el inicio de sus actividades se caracterizó como un férreo opositor al gobierno de Porfirio Díaz y de sus representantes en Chihuahua, Luis Terrazas y Enrique C. Creel; cuando Francisco I. Madero comenzó a divulgar sus ideas inmediatamente se adhirió a él, y en el Congreso del Partido Nacional Antirreeleccionista celebrado en la Ciudad de México fue él quien propuso la fórmula electoral Francisco I. Madero-Francisco Vázquez Gómez como candidatos a la Presidencia y Vicepresidencia de la República. Cabe anotar que Madero, Moya y González eran miembros de poderosas familias norteñas y con educaciones similares, es así que unieron causas y prestigios como demócratas. Acompañó a Madero durante su gira por Chihuahua y pronunció un discurso en el Teatro Noriega defendiendo las ideas democráticas. Se convirtió en el amigo y colaborador de más confianza de Madero. Cuando Madero proclamó el Plan de San Luis en San Luis Potosí, donde incitaba a la rebelión contra Díaz después de la elección fraudulenta de 1910, se apoyo en González y otros para el levantamiento.

### La Revolución
Al llevarse al cabo la legitima votación en las elecciones de 1910, Abraham González pasó a la clandestinidad y a preparar la lucha revolucionaria en Chihuahua. Fue él quien integró en la Revolución a líderes como Luis Moya, Francisco Villa y Pascual Orozco, y se convirtió, al estallar la Revolución mexicana, en el líder político de la lucha en su estado natal y en uno de los principales consejeros de Francisco I. Madero; ante tal hecho también se levantó en armas con el grado de coronel en el Ejército Antirreeleccionista. Durante las fases tempranas de la Revolución, González era gobernador provisional del Estado de Chihuahua en octubre de 1910 por Francisco I. Madero. Después del éxito de la Revolución de Madero en 1911, fue nombrado gobernador interino en junio de 1911 quedando pendientes las elecciones. Fue elegido gobernador en propio derecho el 14 de agosto de 1911, tomando protesta el 4 de octubre de ese año.
En octubre de 1911, González obtuvo un permiso de ausencia por la legislatura de Chihuahua, de la oficina del Gobernador. para poder unirse y servir al gabinete de Madero en la Ciudad de México. El 6 de noviembre de 1911, fue nombrado Secretario de Gobernación. Como uno de los Ministros del gabinete maderista, intervenido en la revolución contra Díaz, siendo González frecuente blanco de la prensa conservadora. Trabajó con toda su capacidad hasta febrero de 1912, cuando regresó a Chihuahua, debido a los serios problemas originados por la rebelión de Pascual Orozco contra Madero. Sirvió como gobernador del estado hasta su detención y homicidio por oficiales del régimen del General Victoriano Huerta en marzo de 1913.

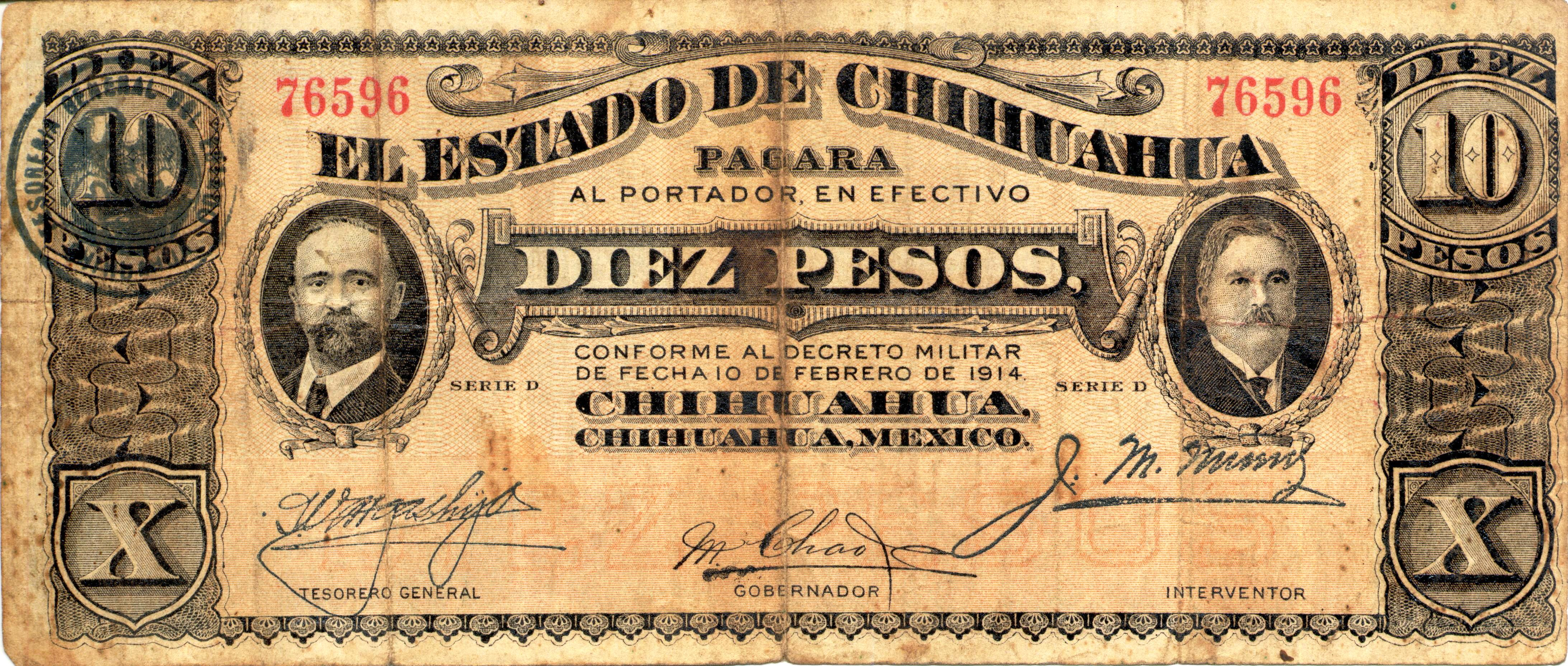
Billete de 10 pesos emitido en Chihuahua en 1914 con los retratos de Francisco I. Madero y Abraham González.

### Muerte

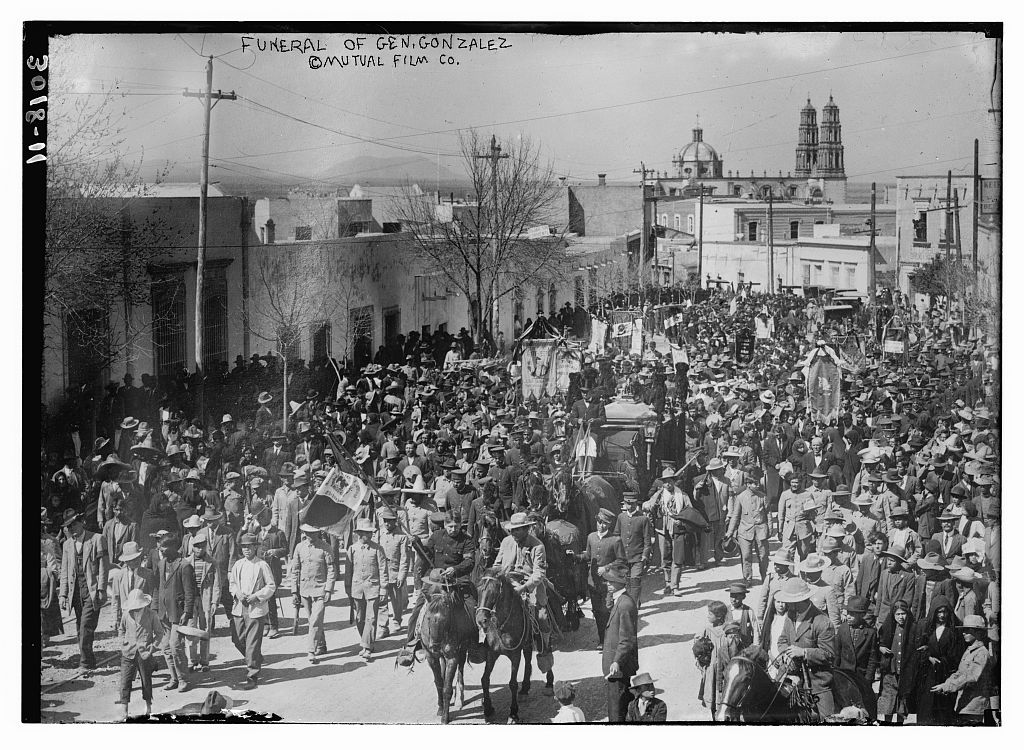
Funeral de González Casavantes.

Al estallar la insurrección armada de febrero de 1913 y la Decena Trágica, Abraham González permaneció en el gobierno de Chihuahua, desde donde trató de ayudar al presidente Madero. Sin embargo, al ocurrir la renuncia del presidente y vicepresidente, la insurrección armada se extendió a Chihuahua, donde el Jefe de la Zona Militar, el general Antonio Rábago, traicionándolo, ocupó la Legislatura local, la obligó a destituir a González y a nombrarlo a él mismo como su sustituto.

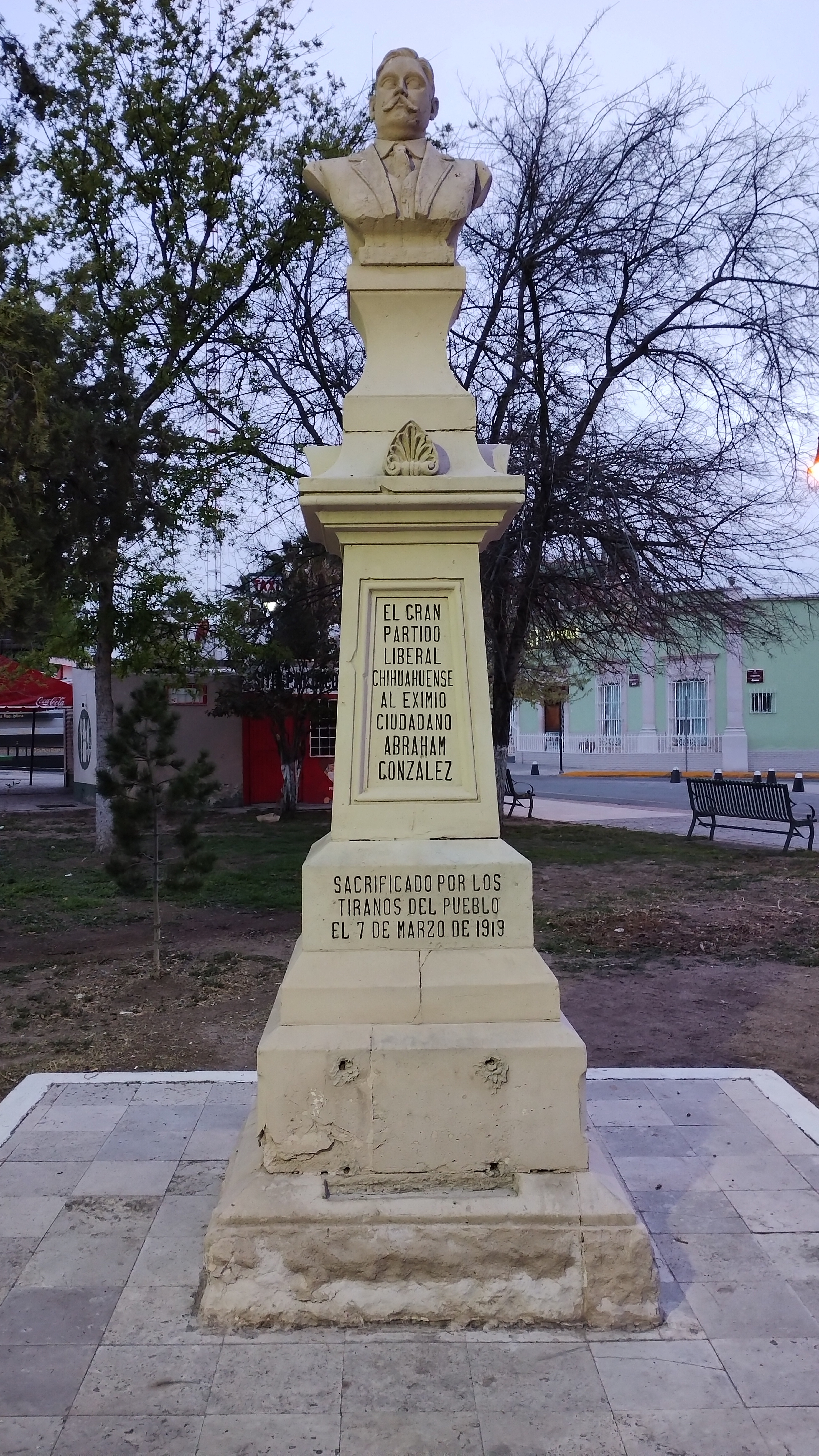
Busto de Abraham Gonzalez en el Jardín Jose Fuentes Mares en Chihuahua capital.

Rábago aprehendió ilegalmente a Abraham González y a su sobrino el coronel Fernando González y González (pagador de la 5.ª División del Norte y pariente directo de Abraham), y le comunicó al primero que sería trasladado a la Ciudad de México, por orden escrita del general Victoriano Huerta. Sin embargo, los mayores Benjamín Camarena y Hernando Limón, el teniente Federico Revilla y el capitán Manuel Rodríguez, jefe de la escolta del tren, durante el traslado en el Ferrocarril Central Mexicano, la noche del 6 de marzo de 1913 entre las estaciones de Horcasitas y el Cañón de Bachimba, 65 km al sur de Chihuahua, lo bajaron del tren y lo fusilaron, siendo asesinado de esta manera por las fuerzas leales a Victoriano Huerta.
Tiempo después el coronel Fernando González y González, su sobrino bajo las órdenes directas de Francisco Villa, recobró sus restos, regresándolos a la ciudad de Chihuahua, donde le dieron un funeral con los máximos honores de un héroe revolucionario. A su funeral acudieron varios jefes revolucionarios como Plutarco Elías Calles y el propio Villa. Varios de sus asesinos, luego de la caída de Huerta; entre ellos el general Antonio Rábago, quien fuera su hombre de confianza fueron encarcelados; en este último caso, Rábago fue capturado por el general Álvaro Obregón quien le dio órdenes a Villa de encarcelarlo en Chihuahua, donde moriría víctima de un ataque al corazón el 22 de marzo de 1915.  En 1966 se propuso que su nombre fuera colocado con letras de oro en el recinto del Palacio Legislativo de San Lázaro. Está sepultado en la Rotonda de los Chihuahuenses Ilustres bajo el monumento del Ángel de la Libertad en la Plaza Mayor en la Ciudad de Chihuahua.